# Paul Grotemeyer
Paul Grotemeyer (* 22. Mai 1904 in Berlin; † 11. Februar 1975 in München) war ein deutscher Numismatiker.
Grotemeyer studierte Kunstgeschichte und Klassische Archäologie in Berlin und München, wo er 1926 promoviert wurde. Er war Schüler von Georg Habicht, an dessen Corpus der deutschen Medaillen des 16. Jahrhunderts er mitarbeitete. Seit 1933 war er Assistent an der Universität München, seit 1939 Kustos an der Staatlichen Münzsammlung in München, deren Direktor war er von 1960 bis zu seiner Pensionierung 1969. Sein Hauptforschungsgebiet waren die deutschen Medaillen der Renaissance.

## Veröffentlichungen (Auswahl)
- Franz Xaver Schmädl. Ein bayrischer Bildhauer des 18. Jahrhunderts. Schrödl, München 1928 (= München, Universität, Dissertation, vom 29. Juli 1926).
- Medaillen (= Führer durch die Staatliche Münzsammlung in München. 2). s. n., München 1937.
- „Da ich het die gestalt“ Deutsche Bildnismedaillen des 16. Jahrhunderts (= Bibliothek des Germanischen Nationalmuseums Nürnberg zur deutschen Kunst- und Kulturgeschichte. 7, ISSN 0067-821X). Prestel, München 1957.